# PearPC
PearPC — емулятор платформи PowerPC, що може запускати більшість операційних систем PowerPC, включаючи Mac OS X, Darwin та Linux. Випущений під ліцензією GPL. Може виконуватися на Microsoft Windows, Linux, FreeBSD та інших  системах, що підтримують POSIX та X11.
Перший випуск відбувся 10 травня 2004 року. 13 липня 2011 року випущена версія 0.5.0.
Емулятор використовує JIT-ядро емуляції процесора, яке динамічно переводить код в код PPC x86, кешуючи результати.
Рішення істотно деградує продуктивність програм, так, пакет Debian’s на PearPC виконується приблизно в 40 разів повільніше. Тим не менш, незалежні розробники продовжують розширювати можливості PearPC, наприклад, реалізовані підтримка CD-ROM і звуку.
Розроблена емуляція AltiVec, що дозволяє виконати додатки, які вимагають PowerPC G4, хоча численні проблеми (головним чином, збої графічного інтерфейсу) з виконанням Mac OS X Tiger не були вирішені.